# Orthogonius nahaeo
Orthogonius nahaeo – gatunek chrząszcza z rodziny biegaczowatych i podrodziny Orthogoniinae.

## Taksonomia
Gatunek ten opisali w 2006 roku Ming-yi Tian oraz Thierry Deuve.

## Opis
Języczek o dwu szczecinkach na wierzchołku. Palpiger z bez szczecinek u podstawy. Parzyste  i nieparzyste międzyrzędy pokryw równej szerokości, gładkie. Bródka z parą szczecinek. Labrum obrzezone na przedniej krawędzi. Nadustek z dwiema szczecinkami. Wierzchołkowa blaszka aedeagusa krótsza niż u Orthogonius loeicus.

## Występowanie
Gatunek ten jest endemitem Tajlandii.